# Consommation d'alcool au travail (France)
En France, la consommation d'alcool au travail est un sujet politique, économique et social depuis le début du XXe siècle.
Les acteurs de la régulation sont restés inchangés depuis puisque l'alcoolémie au travail fait toujours l'objet de dispositions légales ainsi que de régulations de l'employeur par notamment le règlement intérieur. Ce contrôle de la consommation d'alcool au travail a pour dessein, entre autres, de pallier les risques liés à l'alcoolémie des salariés au travail que ce soit pour eux-mêmes ou pour leur entourage professionnel.
En outre, le travail peut être un facteur d'alcoolémie car les conditions de travail, entraînant un épuisement physique et/ou mental, et les pratiques de travail peuvent encourager l'alcoolémie des salariés. De surcroît, l'absence de travail peut elle aussi favoriser la consommation d'alcool.

## Histoire

### Avant la révolution industrielle
Durant l'Antiquité, l’alcool est associé aux dieux et accompagne le travail puisque les guerriers buvaient pour annihiler leurs peurs.
Au Moyen Âge, l’alcool est synonyme de bonne santé car le vin est considéré comme moins dangereux que l’eau pour l’organisme.
Sous l’Ancien Régime, l'alcool est utilisé en signe de convivialité sur le lieu de travail afin de conclure des contrats notamment lorsque les artisans achètent des fournitures ou lorsque les compagnons s’engagent auprès de nouveaux maîtres.

### Pendant la révolution industrielle et la Première Guerre mondiale
Avec l’arrivée du machinisme, la consommation de l’alcool au travail s’intensifie et devient banale. La consommation excessive d’alcool se produit d’abord hors du lieu de travail puis se généralise dans les industries. Ainsi, à la fin du XIXe siècle, les ouvriers ayant des métiers difficiles, absorbent régulièrement de l’alcool afin de résister aux cadences de travail importantes. Or, cette tendance à la consommation excessive d’alcool déplaît tant aux patrons qu’aux pouvoirs publics et rapidement, elle est considérée comme un fléau parmi les classes ouvrières. En effet, l’alcoolémie en dehors du temps de travail affecte la production puisque des ouvriers pouvaient être alcoolisés alors qu'ils travaillaient. Il y a ainsi eu un grand nombre d’accidents du travail dont l’alcool était le principal facteur. Dès lors, les dangers de l'alcool au travail sont mis en avant ; ainsi, il est possible de lire à l'époque : « ne se produit-il pas un grand nombre d’accidents du travail au début de la semaine, dus, non pas à la fatigue résultant du travail, mais aux libations prolongées du dimanche”.
Au début du XXe siècle apparaît alors la volonté d’endiguer cet alcoolisme que ce soit dans la société elle-même ou dans les industries. Certains patrons interdisent ainsi la consommation d'alcool au sein de leurs établissements par le biais du règlement intérieur. Ensuite, le législateur décide d’agir et d’interdire les entrées des industries et ateliers aux  ouvriers alcoolisés par une loi du 6 mars 1917. Cette loi complète celle du 9 avril 1898 afin de limiter les risques d’accident du travail. Dans le même temps, de nombreuses mesures antialcooliques sont prises dont notamment l’interdiction de l’absinthe. De plus, pendant la Première Guerre mondiale, la législation sur l’alcool au travail a pour dessein de garantir la productivité des industries militaires.

### Tolérance durant l'entre-deux-guerres

Tableau mural anti-alcoolisme du Dr Galtier-Boissiere

Toutefois, l’interdiction des alcools au travail introduite dans la loi de 1917 n'est pas exhaustive car certains alcools sont encore autorisés. Le législateur a été influencé par le tableau mural d'anti alcoolisme du Dr Galtier-Boissière. Pour ce dernier, il existe des « boissons naturelles », c’est-à-dire le vin, la bière, le cidre, et le poiré. Ces boissons sont considérées comme bénéfiques alors que les alcools industriels, eux, sont considérés comme nocifs pour les ouvriers et leur production. Cet héritage est encore présent dans le Code du travail actuel.
Par ailleurs, les boissons fermentées telles que le vin seraient bénéfiques pour l’organisme. Des slogans apparaissent alors :  « tous pour le vin contre l’absinthe » ou « « il faut que la France choisisse entre le vin qui soutient et réconforte, et l’alcool qui tue  ». Ils sont donc encore présents dans les industries après la Guerre.
Les consommations d’alcool durant la Guerre diminuent significativement du fait des contrôles des débits et des interdictions. Cependant, les consommations d’alcool reprennent de plus belle durant l'Entre-deux-guerres pour plusieurs raisons. Le vin est en effet célébré comme le « Père la Victoire » car il aurait participé au courage des soldats. Ainsi, la consommation de cet alcool se répand rapidement en Europe.
En 1920, la consommation de vin a pu aussi se développer à cause de l’alimentation au travail. Avant le XXe siècle, les ouvriers déjeunaient à l'extérieur de l'usine et ne se restauraient que rarement dans l'usine. Cependant, la Première Guerre mondiale a modifié largement les comportements; les employeurs, à la suite d'une pression des pouvoirs publics, ont créé des cantines dans l’usine afin d’assurer le ravitaillement de la main d’œuvre. Ces cantines nouvellement formées font entrer le vin dans la consommation quotidienne des ouvriers car celui-ci accompagne traditionnellement le repas ouvrier.
Par ailleurs, les nouveaux modèles d’organisation du travail au sein des industries, tels que le taylorisme, viennent contraindre systématiquement la prise de repas sur le lieu de travail malgré la volonté toujours prégnante de se restaurer à l’extérieur. Cependant, ces modes d’organisation ne prônent pas l’alcool au travail car cette pratique ne permet pas une production constante de l’ouvrier. Il n’en reste pas moins que ceux-ci ont participé à la forte consommation du vin. C’est ainsi que la consommation de vin augmente de 140 litres par an et par personne en 1921 à presque 200 litres en 1939.

### Après la Seconde Guerre mondiale
Il faudra attendre les années 1950 pour que les avancées médicales permettent de constater les dangers du vin et que des actions dans les entreprises soient de nouveau amorcées. Il est ainsi régulièrement installé des fontaines à eau afin de faire reculer l’alcoolémie au travail. L’historien de la vigne et du vin, Stéphane Le Bras reconnaît que « dans un premier temps, introduire de l’eau dans les entreprises ne permet pas aux gens de renoncer à l’alcool. Toutefois, cette substitution va marcher sur le long terme, grâce aux efforts de Pierre Mendès France et du professeur Debré qui vont faire émerger des lois contre cette image du vin comme fortifiant et qui permet de mieux travailler ».Il fallait donc lutter contre les idéologies selon lesquelles l’alcool permet d’être productif au travail.
Or ce n’est pas aisé de déconstruire ces pratiques. Dans les années 1980, certains auteurs refusent toujours d’affirmer que l’usage d’alcool au travail emporte un comportement contre-productif. Certaines consommations sont encore considérées comme normales alors que l’alcool cause environ 10 % des accidents du travail. Ainsi, l’alcool au travail est considéré non seulement comme un danger mais aussi comme une bénédiction. Dans ce cadre, l’alcool peut être encore autorisé dans les entreprises même si les employeurs peuvent désormais interdire totalement la consommation d’alcool.

## Dispositions légales

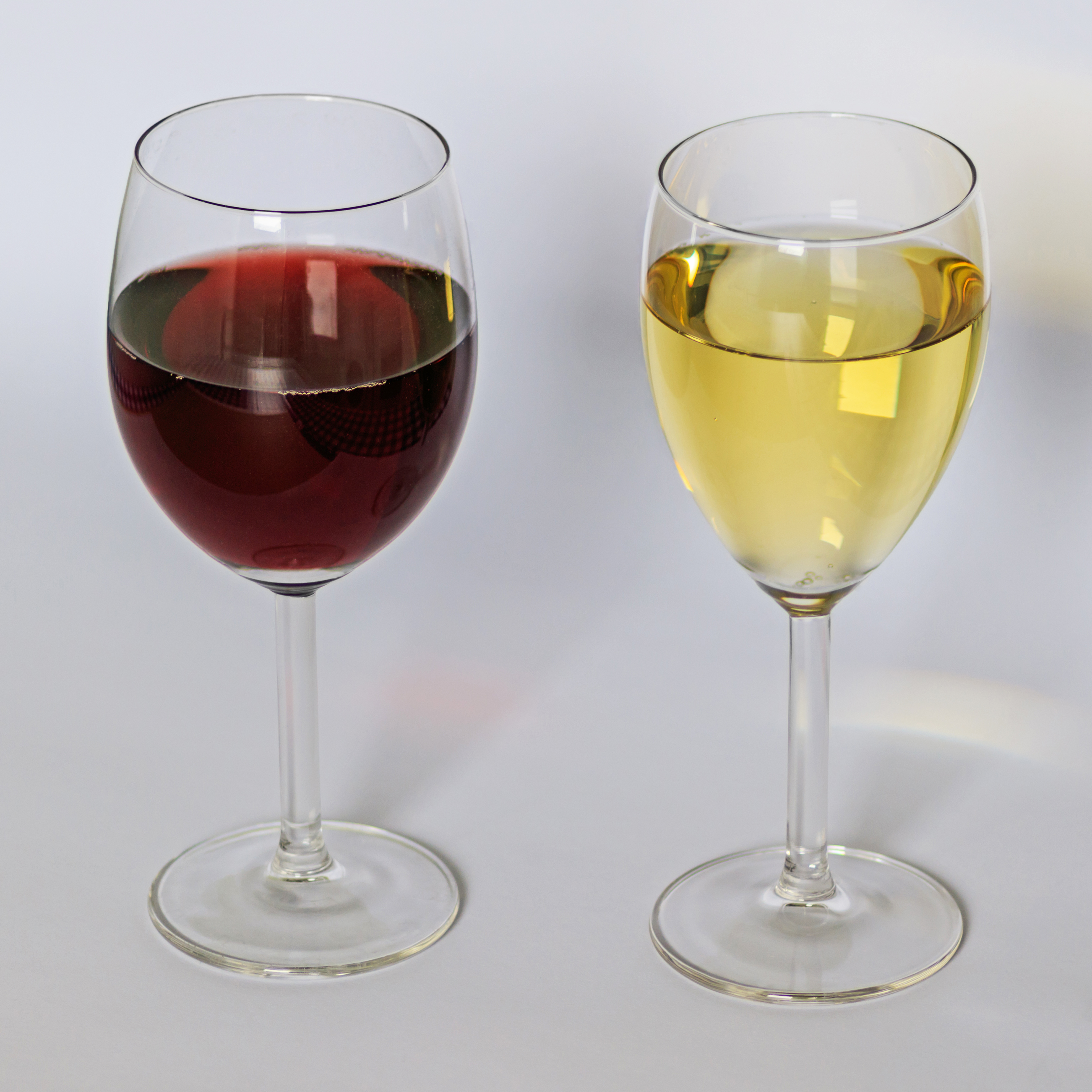
Un des alcools autorisés : le vin

Certaines boissons alcoolisées sont autorisées sur le lieu de travail. Il s’agit du vin, de la bière, du cidre et du poiré. Seule la consommation de ces boissons est autorisée sur le lieu de travail. Aucune autre boisson alcoolisée (des boissons spiritueuses comme le Whisky ou la Vodka par exemple) n’y est autorisée.
En outre, l’ivresse est interdite sur le lieu de travail. À cet effet, le Code du travail prévoit qu’il est « interdit de laisser entrer ou séjourner dans les lieux de travail, des personnes en état d’ivresse ». Ni un contrat de travail, ni une convention collective, ni un accord collectif de travail ne peuvent déroger à cette règle en comportant des clause prévoyant l’attribution de boissons alcoolisées aux travailleurs.

## Réglementation de l’alcool au travail par l’employeur

### Obligation de sécurité de l'employeur
L’employeur a une obligation générale de santé et de sécurité à l’égard de ses salariés. Il s’agit d’une obligation de moyen renforcée. Il doit prendre toutes les mesures nécessaires pour « assurer la sécurité et protéger la santé physique et mentale des travailleurs ». L’employeur peut alors limiter, voire interdire la consommation de l’alcool au travail si cette consommation porte atteinte à la santé et à la sécurité de ses salariés.
Pour ce faire, l’employeur peut prévoir dans le règlement intérieur de l'entreprise, des dispositions visant à prévenir tout risque d’accident. Pour rappel, le règlement intérieur est obligatoire dans les entreprises d’au moins 50 salariés. À défaut, dans les entreprises de moins de 50 salariés qui ne disposent pas de règlement intérieur, l’employeur peut prévoir ces dispositions dans une note de service. Une note de service est un outil de communication qui permet de transmettre des informations à tous les membres de l’entreprise.
Ces dispositions doivent toutefois être justifiées par la nature de la tâche à accomplir et proportionnées au but recherché. L’employeur ne peut pas édicter une interdiction générale et absolue d’introduire et de consommer de l'alcool dans l’entreprise. C’est ce que rappelle le Conseil d'État, dans un arrêt en date du 12 novembre 2012.  Le Conseil d’État a précisé que de telles dispositions devaient caractériser l'existence d’une situation particulière de danger ou de risque. Le Conseil d’État a, par ailleurs, considéré que l’interdiction par le règlement intérieur, d'introduire, de distribuer ou de consommer des boissons alcoolisées était justifiée au regard des risques de sécurité auxquels étaient exposés les salariés en raison de leur activité (manipulation de produits chimiques, conduite de véhicules…).
L’employeur peut, en outre, inscrire les actions de prévention et de protection liés à la consommation de substances psychoactives (alcool, médicament, drogue, tabac…) dans le document unique d’évaluation des risques professionnels. Il peut également demander au médecin du travail d'effectuer des examens médicaux auprès des salariés présentant des signes d’alcoolisme. Ce dernier pourra notamment apprécier l’aptitude du salarié à son poste de travail.  
Afin de prévenir les risques liés à la consommation de l’alcool sur le lieu de travail, l'Institut national de recherche et de sécurité (INRS) recommande l'implication de l’ensemble des acteurs de l’entreprise, via notamment le Comité social et économique (CSE) et les services de prévention et de santé au travail (SPST). Le CSE a un rôle majeur en matière de santé et de sécurité au travail : il peut recourir à son droit d’alerte s’il constate certaines pratiques addictives dans l’entreprise et il peut saisir l’inspection du travail en cas d’inaction de l’employeur. Les SPST, quant à eux, accompagnent et conseillent les employeurs en matière de prévention des risques professionnels et surveillent l’état de santé des salariés. Les employeurs doivent organiser des services de prévention et de santé au travail.

### Organisation du pot d’entreprise
Lors de certains événements particuliers (anniversaire, promotion, noël, départ à la retraite…), l’employeur peut être amené à organiser un pot. À cette occasion, de l’alcool peut être mis à la disposition des salariés. Le pot d’entreprise peut se dérouler dans les locaux de l’entreprise ou à l'extérieur de l’entreprise (dans une salle, dans un bar ou dans un restaurant par exemple).
La réglementation varie selon le lieu où seront consommées ces boissons. En dehors du lieu de travail, le règlement intérieur ne s’applique pas. Le salarié reste cependant soumis au pouvoir de direction de l’employeur. En cas d’accident, la responsabilité de l’employeur pourra donc être engagée.

## Contrôle de l'alcoolémie au travail par l’employeur
En vertu de son pouvoir de direction, l’employeur peut surveiller et contrôler l’activité de ses salariés durant le temps de travail. Néanmoins, les dispositifs de contrôle doivent être « justifiés par la nature de la tâche à accomplir et proportionnés au but recherché ».

### L'éthylotest
L’employeur peut effectuer des contrôles d’alcoolémie sur le lieu de travail en ayant recours à un éthylotest, jetable ou électronique. L'éthylotest peut se définir comme un appareil servant à mesurer le taux d'alcool dans l'air expiré.

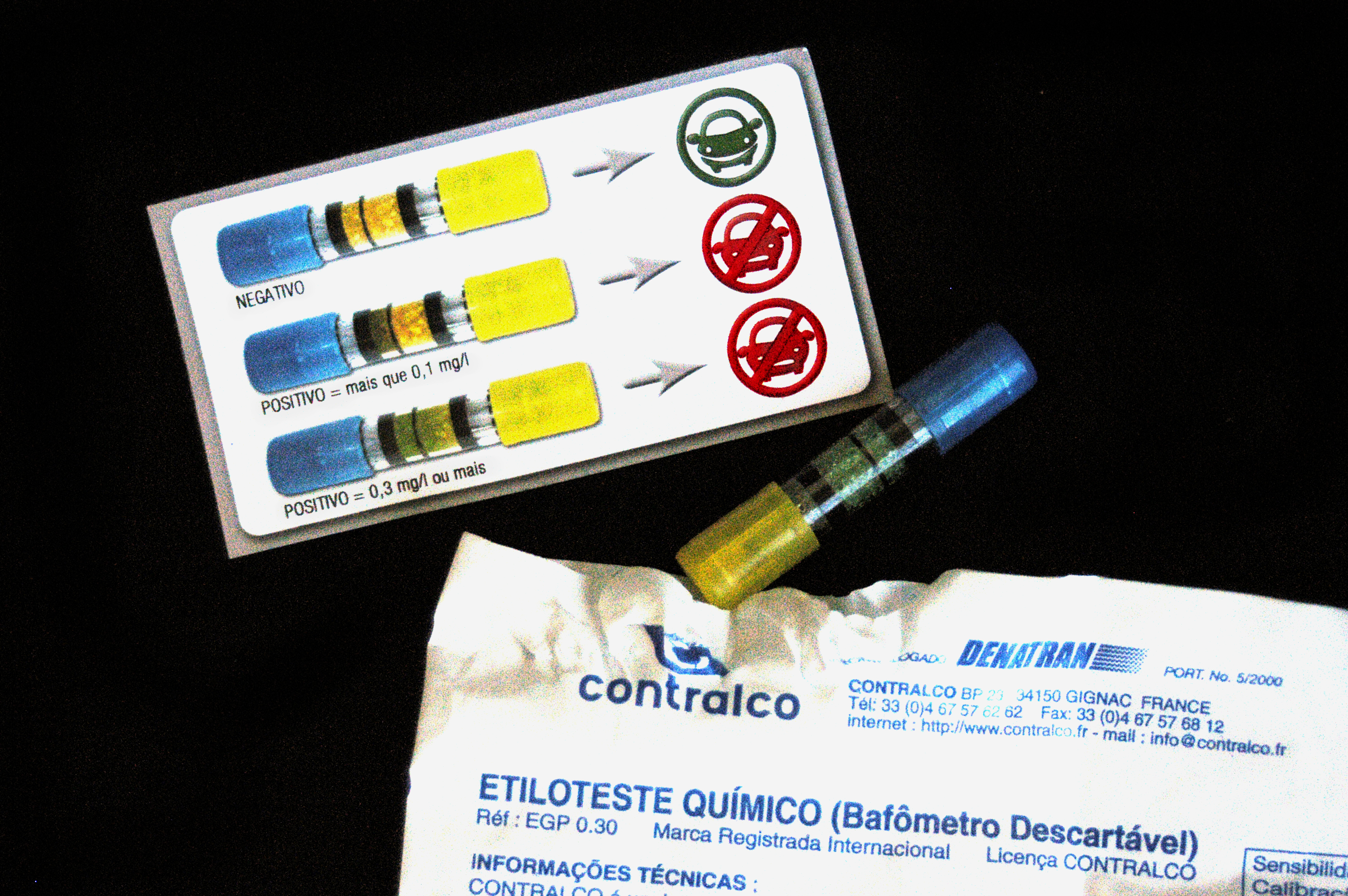
Ethylotest

Ce contrôle d’alcoolémie doit avoir été prévu dans le règlement intérieur ou la note de serviceet il doit être réalisé par un responsable hiérarchique ou un agent habilité par la direction, en présence d'un tiers (membre du CSE par exemple). Le règlement intérieur ou la note de service doit prévoir de manière précise les modalités de réalisation de l’éthylotest (personnes habilitées, présence d’un tiers). À défaut, le contrôle sera illicite.
Le contrôle n'est possible qu'à l'égard des salariés dont l'état d'ébriété, eu égard à la nature du travail effectué, exposerait les personnes ou les biens à un danger  (conducteurs d’engins, manipulation de produits dangereux…). Si un potentiel état d'ébriété fait courir un danger aux personnes ou aux biens, alors le contrôle d'alcoolémie est justifié. Le contrôle ne devra donc pas porter sur tous les salariés sans distinction.
Le recours à l’éthylotest doit également être motivé par le fait de prévenir ou faire cesser une situation dangereuse. En outre, ce contrôle d'alcoolémie doit pouvoir être contesté par le salarié. Le règlement intérieur devra prévoir la possibilité de contester ce test d’alcoolémie par une contre-expertise ou un second contrôle. Enfin, le contrôle d’alcoolémie peut s’effectuer sur le lieu de travail, ou en dehors des locaux de l’entreprise pour des raisons techniques.
À la suite du contrôle par éthylotest, l’employeur rédige une fiche de constat qu’il remet au médecin du travail et aux ressources humaines. Une copie doit également être remise au salarié.

### Le prélèvement sanguin
Pour vérifier l'alcoolémie d’un salarié, le prélèvement sanguin est également possible mais soumis à des conditions plus strictes. En effet, le dépistage du taux d’alcool par prise de sang est admis lorsqu’il est réalisé par un médecin du travail (ou par un infirmier du service de santé au travail) et qu’il a reçu le consentement du salarié.
Toutefois, le résultat du prélèvement sanguin ne peut pas être communiqué à l’employeur puisqu’il est couvert par le secret médical ; il sert seulement à vérifier l’aptitude du salarié au poste.

### La fouille du salarié
Si l’employeur soupçonne un salarié de détenir de l’alcool, il peut autoriser, pour des raisons de sécurité collective la fouille des armoires individuelles.
La fouille doit être justifiée par l’existence d’un risque particulier et être effectuée avec l’accord du salarié ou, à défaut, en sa présence physique, sous condition que cette possibilité de contrôle ait été prévue au sein du règlement intérieur.

## Sanction de l’état d’ébriété du salarié

### Pendant le temps de travail

#### Les sanctions disciplinaires du salarié en état d’ébriété pendant le temps de travail
Le salarié en état d’ébriété sur son lieu de travail peut être sanctionné disciplinairement dans la mesure où un salarié ivre ne peut pas exercer correctement son travail. En revanche, l'alcoolisme en lui-même n'est pas un motif de sanction car il relève de l'état de santé du salarié.
Pour pouvoir sanctionner le salarié, l’employeur doit prouver l’ébriété, notamment par un test d’alcoolémie positif qui est une base valable à une sanction disciplinaire, ou par toutes autres preuves recueillies par l’employeur (témoignage par exemple).
La sanction doit être proportionnée à la faute. Elle doit ainsi tenir compte des circonstances, des fonctions et de l'ancienneté du salarié. Le salarié peut alors faire l’objet d’une sanction telle qu’un avertissement, un blâme, une mise à pied, une rétrogradation, ou un licenciement.

#### Le licenciement du salarié en état d’ébriété pendant le temps de travail
Le licenciement doit être justifié par une cause réelle et sérieuse. Tout état d'ébriété ne justifie pas forcément un licenciement. Le licenciement doit être apprécié au cas par cas, par rapport à l'ancienneté du salarié en état d'ébriété mais aussi par rapport aux fonctions occupées par ce salarié.
Il en résulte que si le salarié a une certaine ancienneté et que l’état d’ébriété constitue un incident isolé, un licenciement n'apparaît pas justifié. De même, ne justifie pas un licenciement la consommation très modérée et exceptionnelle de boissons interdites. En revanche, le licenciement, même pour faute grave, paraît envisageable dans certaines circonstances.
Lorsque le salarié a des antécédents ou qu'il travaille au contact de la clientèle, il peut être licencié pour faute grave s’il se présente au travail en état d’ébriété. Toutefois, c'est à la condition que son état entraîne des répercussions sur la qualité de son travail et sur le fonctionnement de l'entreprise, par exemple des erreurs de caisse pour une vendeuse.
Lorsque le salarié est un cadre, les tribunaux ont également tendance à faire preuve d'une plus grande sévérité car il est responsable de plusieurs salariés. Ainsi, un cadre qui consomme une grande quantité d'alcool au cours d'un pot organisé par sa direction et qui ne peut plus ensuite assumer ses responsabilités professionnelles, commet une faute grave.
Enfin, certaines fonctions nécessitent que le salarié respecte une obligation de sécurité à l'égard des tiers et des autres salariés. Un état d'ébriété sera en principe toujours constitutif d'une faute grave. C'est le cas pour des convoyeurs de fonds, des conducteurs de poids lourds, ou encore d’un chauffeur livreur. Pour toutes ces fonctions, l'ancienneté ou l'absence de sanctions pour des faits similaires n'auront aucune influence sur la gravité du comportement.

### En dehors du temps de travail
Parce qu'aucun fait relevant de la vie personnelle du salarié ne peut constituer une faute, la consommation d'alcool en dehors du temps et du lieu de travail ne peut être l'objet d'une sanction disciplinaire.
Le salarié pourra néanmoins être sanctionné si celui-ci a abusé de ses droits, a violé une obligation contractuelle ou si l’état d’ébriété peut être rattaché à la vie professionnelle du salarié. De plus, si le salarié cause un trouble objectif au bon fonctionnement de l'entreprise, il pourra être licencié sur ce fondement.
Ainsi, les violences commises par un salarié en état d'ivresse à l'encontre des autres salariés de l'entreprise, sur le lieu de travail, mais hors de son temps de travail, constituent une faute grave. De plus, le retrait ou la suspension du permis de conduire en lien avec une conduite en état d'ivresse peut fonder un licenciement, même s'il intervient en dehors de l'exécution du contrat de travail. Enfin, un accident de la circulation commis par le salarié qui conduisait son véhicule de fonction en état d’ébriété, au retour d’un salon professionnel où il s’était rendu sur instruction de son employeur, constitue un fait se rattachant à la vie professionnelle du salarié et peut justifier son licenciement pour faute.

## Responsabilité de l’employeur
L’Institut national de la santé et de la recherche médicale (INSERM) reprenant les chiffres de l’Association nationale de prévention de l’alcoolisme (devenu Association Addictions France), rapporte que 10 à 20% des accidents du travail seraient liés à l’alcool.
En cas d’accident du travail, l’état d’ébriété d’un salarié n'exonère pas l’employeur de sa responsabilité. La Deuxième Chambre civile de la Cour de cassation, a notamment considéré, dans un arrêt en date du 17 février 2011, qu'un accident de la circulation survenu pendant le temps de travail constituait un accident du travail, et ce même si le salarié en cause était en état d’ébriété.
La responsabilité de l’employeur peut donc être engagée en cas d’accident de travail lié à l’alcool. S’il ne respecte pas son obligation générale de santé et de sécurité, l’employeur commet une faute inexcusable et encourt une amende de 10 000 euros par salarié concerné.
Il s’expose à des sanctions civiles et/ou pénales. Au niveau pénal, sa responsabilité peut être engagée pour non-assistance à personne en danger ou pour homicide involontaire. Par exemple, la Cour de cassation a, dans un arrêt en date du 30 novembre 1993, condamné un employeur pour homicide involontaire. L’employeur n’avait pas interdit l’accès au chantier à son salarié en état d'ivresse, lequel a fait par la suite, une chute de hauteur. Au niveau civil, la responsabilité de l’employeur peut être engagée en cas de dommage causé par ses salariés à des tiers.

## Conséquences de l'alcoolémie sur l'emploi et le travail
L'état d'ivresse au travail engendre des répercussions sur l'emploi, puisqu'il est source de licenciements et de chômage. Mais, la consommation excessive d'alcool peut aussi avoir des conséquences sur la prestation de travail du salarié.  

### Conséquences de l'alcoolémie sur l'emploi
Une enquête de l'INRS menée en 2000 a mis en lumière la corrélation entre l'alcool et la rupture du contrat de travail par l'employeur. Tout d'abord, l'alcoolémie peut donner lieu à un avis d'inaptitude médicale au travail prononcée par un médecin du travail. Cette inaptitude médicale peut conduire à un licenciement pour inaptitude avec possibilité ou non de reclassement à un autre poste dans l'entreprise. De surcroît, l'ébriété au travail peut mener à des licenciements pour d'autres causes que l'inaptitude médicale. Ainsi, les salariés peuvent être licenciés du fait de l'influence de leur alcoolémie sur leur prestation de travail. Ils peuvent ainsi être licenciés pour absences répétées ou diminution des performances.
En sus de favoriser les licenciements, l'alcoolisme est associé à un risque accru de chômage car la probabilité pour les demandeurs d'emploi souffrant d'alcoolisme de trouver un emploi est plus faible. En effet, selon Corinne Mette, « être buveur à risque chronique accroît de façon importante, et en moyenne de 30 %, la probabilité de ne pas être en emploi ». Les buveurs à risque sont les plus affectés par le fort risque d'être en recherche d'emploi puisque leur probabilité d’être au chômage est environ 27 points plus élevée. En outre, une étude de l'INSEE démontre que le chômage engendre une hausse des comportements à risque en termes de consommation d’alcool.

### Conséquences de l'alcoolémie sur la prestation de travail
L'alcoolisme a une influence sur les performances du salarié puisque l'absentéisme, les comportements inadaptés et les accidents du travail augmentent, alors que la qualité de la prestation de travail accomplie diminue. De fait, l’abus d’alcool provoque une baisse de productivité.
L'alcool est aussi un facteur aggravant des accidents du travail aux conséquences sévères et des accidents de trajet. L'état d'ivresse des salariés est notamment la source de 10% à 20% des accidents de travail. À ce propos, l'état d'ivresse n'écarte pas le caractère professionnel de l'accident de travail survenu au lieu et au temps de travail à moins de prouver que l'alcoolémie a une cause totalement étrangère au travail. De fait, l'état d'ébriété du salarié au moment de son accident du travail ne peut pas faire perdre à ce dernier son caractère professionnel, dès lors que l'intéressé était sous la direction de l'employeur, qu'il obéissait à ses directives et donc par extension que l'accident n'était pas extérieur au travail.
La conservation du caractère professionnel de l'accident de travail, malgré l'état d'ivresse du salarié, implique que la CPAM doit l'indemniser. Les indemnisations de la CPAM, si elles ne peuvent guère être supprimées même si le salarié était ivre pendant son accident de travail, peuvent toutefois être diminuées si une faute inexcusable de la victime alcoolisée est démontrée. Par ailleurs, la part de responsabilité de l'employeur n’est pas écartée devant la justice en cas d'état d'ivresse du salarié.

## Le travail comme facteur d'alcoolémie
L'alcool est l'une des substances psychoactives les plus utilisées chez le salarié, et plus généralement dans toute la société. La consommation excessive d'alcool existe ainsi dans tous les secteurs d'activité et dans toutes les professions. Alors qu'exercer un travail peut permettre de se prémunir contre les pratiques addictives liées à l'alcool, certaines conditions de travail favorisent au contraire la consommation de cette substance psychoactive.
Les déterminants de la consommation d'alcool au travail se déclinent selon trois types de mécanismes. Le premier type de mécanismes est celui des mécanismes d'importation qui supposent que la consommation d'alcool émane initialement de la vie privée et déborde secondairement dans le milieu du travail. Le deuxième genre de mécanismes comprend les mécanismes d’acquisition inscrits dans le milieu culturel professionnel, facilitant dans un premier temps la communication et la production et des pathologies d’adaptation. Enfin, le troisième type de mécanismes est celui des conduites addictives visant à faire face aux contraintes et au stress professionnel.

### Travail physique et consommation d'alcool
Dans le cadre d'un travail sollicitant les capacités physiques, l'alcool a une fonction désinhibitrice qui entretient, chez le salarié, l'impression de maîtriser le risque. Il va aussi permettre de soutenir le rythme de travail intensif et les conditions de travail éreintantes imposées dans de nombreux secteurs d’activité.
Ainsi, une étude menée conjointement par la DREES et la DARES met en lumière qu'un travail physiquement exigeant favorise significativement la consommation d'alcool à risque. La consommation d’alcool est plus élevée dans les métiers dits à risques ou dans les métiers impliquant un port de charges lourdes ou des ambiances thermiques. Dans son Baromètre de la santé en 2010, l'INSEE a souligné que les consommations quotidiennes d’alcool sont particulièrement fréquentes dans les secteurs de l'agriculture et de la construction tandis que les alcoolisations ponctuelles importantes (API) ou binge drinking et les ivresses se rencontrent plutôt dans les métiers de l’industrie et de la restauration.

### Charge mentale au travail et consommation d'alcool

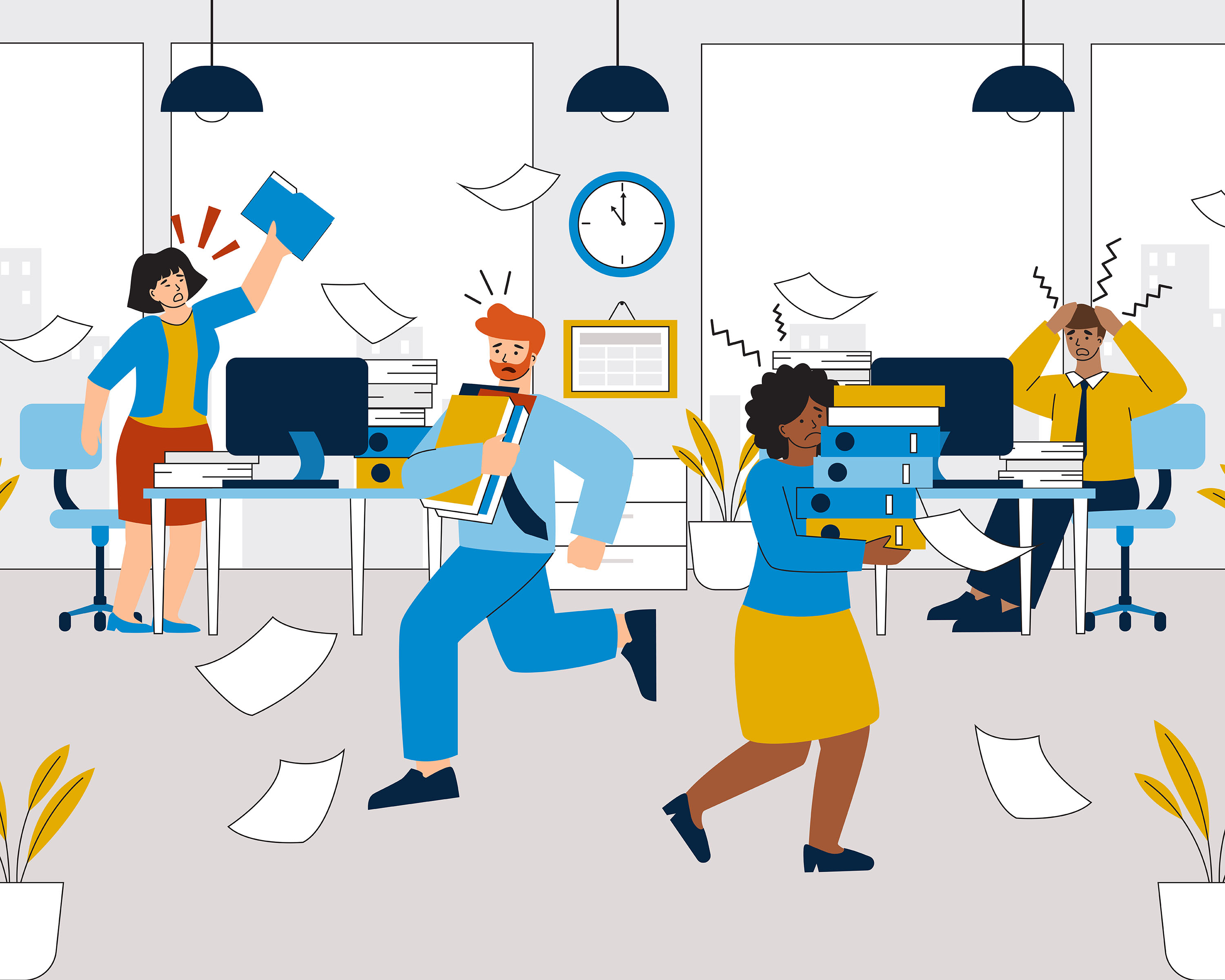
Stress au travail

Dans le cadre d'un travail faisant peser une forte charge mentale sur le salarié, l'alcool joue un rôle d'antidépresseur ou d'anxiolytique afin de calmer l’anxiété et d’engourdir la pensée. En effet, l'alcool étant utilisé pour lutter contre le stress au travail, l'exercice d'un travail sous pression favorise la consommation quasi quotidienne d'alcool. Or, au travail, les sources de stress sont nombreuses ; elles peuvent être issues d'un désaccord avec l'employeur, de conflits entre employés, d'absence de pause, d'ennui ou de tâches répétitives.
En outre, l'isolement social et professionnel engendré par le travail en distanciel a une propension à augmenter la consommation d'alcool des salariés. En effet, pendant la période de confinement causée par la pandémie de Covid-19, la consommation d'alcool a augmenté pour près d'un salarié sur quatre. Cette augmentation était plus fréquente chez les cadres et les professions intermédiaires. Cette intensification de la consommation d'alcool peut toutefois aussi être due à un accès facilité à l'alcool au domicile.

### Pratiques de travail encourageant la consommation d'alcool
L'alcool au travail a une vocation sociale car il favorise la cohésion du groupe face aux épreuves du travail. Ainsi, certaines pratiques de travail favorisent la consommation excessive d'alcool, comme les pots ou les repas d'affaires. De ce fait, les réunions dans les bars font même parfois partie intégrante de la stratégie de certaines entreprises. En Chine, la pratique du binge drinking est par exemple utilisée afin de renforcer les liens entre les partenaires d'affaires. De même, en Corée du Sud, être capable de boire beaucoup est un critère de recrutement et les salariés ont l'injonction d'aller boire ensemble à une fréquence régulière pouvant aller jusqu'à tous les soirs.
Toutefois, ces pratiques tendent de plus en plus à disparaître du fait des problématiques de santé publique et de discriminations, pour les personnes ne consommant pas d'alcool pour quelques raisons que ce soit,. En outre, la prise en compte progressive des opinions des salariés a permis aux employeurs de se rendre compte qu'une partie d'entre eux se sentent forcés de participer. Ces pratiques sont aussi remises en cause au prisme des valeurs actuelles qui dénoncent la forte symbolique patriarcale de ces repas d'affaires.